# Store vindmøller i Danmark
|  | Denne artikel er oprettet af botten Steenthbot ud fra en ekstern database. Den kan derfor have sproglige fejl eller mangler. Denne skabelon kan fjernes efter kontrol af indholdet. |

Store vindmøller i Danmark er en dansk oplysningsfilm fra 1989 instrueret af Flemming Arnholm og efter manuskript af Anne-Grete Elvang.

## Handling
Den miljøvenlige vindenergi er blevet udnyttet i Danmark siden midten af 70'erne. Landet er blevet et centrum for forskning og udvikling på vindmølleområdet. I filmen sættes særlig fokus på teknikken og kapaciteten bag møller i Tjæreborg og på Masnedø.